# Blekstrupig snårtimalia
Blekstrupig snårtimalia (Spelaeornis kinneari) är en hotad fågel i familjen timalior inom ordningen tättingar.

## Utseende
Blekstrupig snårtimalia är en liten (11–12 cm) och mörk snårtimalia med som namnet avslöjar ljus strupe. Hanen är mörkt bronsbrun med svart fjällning ovan, på den fluffiga övergumpen mer otecknad och djupare ockrabrun. På ovansidan av vingarna och stjärten är den mörkbrun med rostfärgad anstrykning. Huvudsidorna är mörkt brungrå med en otydlig brunsvart fläck framför ögat och som mustaschstreck. Hakan och strupen är svart brunfläckat smutsvit, med kraftigare fläckning på övre delen av bröstet. Resten av undersidan är svartfjälligt bronsgrå med några få vita spetsar. Nedre delen av flankerna är enfärgat bruna. Ögonen är bruna, näbben svartaktig och benen brunskära.

## Utbredning och systematik
Fågeln förekommer enbart i södra Kina (sydöstra Yunnan och nordvästra Guangxi) samt i norra Vietnam (västra Tonkin). Tidigare behandlades den som en del av Spelaeornis chocolatinus tillsammans med gråbukig snårtimalia och chinsnårtimalia.

## Levnadssätt
Fågeln hittas i bergsbelägen städsegrön lövskog och igenväxta gläntor. Inget är känt om dess häckningsvanor, ej heller födan. Den tros ta små ryggradslösa djur och födosöker likt sina släktingar nära marken.

## Status
Arten har ett litet utbredningsområde och är begränsad till färre än tio lokaler. Dess levnadsmiljö minskar i omfång på grund av omvandling för jordbruksändamål. Internationella naturvårdsunionen IUCN anser den därför vara hotad och placerar den i hotkategorin sårbar.

## Namn
Fågelns vetenskapliga artnamn hedrar den brittiske ornitiologen Norman Boyd Kinnear (1882-1957).